# Gastrimargus acutangulus
Gastrimargus acutangulus är en insektsart som först beskrevs av Carl Stål 1873.  Gastrimargus acutangulus ingår i släktet Gastrimargus och familjen gräshoppor.

## Underarter
Arten delas in i följande underarter:
- G. a. acutangulus
- G. a. flavipes